# Call Me Mr. Brown
Call Me Mr. Brown ist ein australischer Fernsehfilm aus dem Jahr 1986. Thema des Films ist der Qantas-Flug 755 aus dem Jahr 1971.

## Handlung
Der Film basiert auf der Geschichte einer Flugzeugerpressung aus dem Jahr 1971.
→ Qantas-Flug 755

## Hintergrund
- Der reale Mr. Brown bzw. Peter Macari gab an, von dem Film Der Flug des Schreckens aus dem Jahr 1966 inspiriert worden zu sein.[1]

- Drehorte waren Adelaide, New South Wales, South Australia, Sydney: Bondi Beach, Glebe, Kingsford Smith International Airport, Long Bay Gaol.[2]
- Die ausgesetzte Belohnung zur Verhaftung von „Mr. Brown“ lag bei 50.000 Australischen Dollar (AUD).[3]
- das Filmbudget lag bei geschätzten 935.000[1] oder 977,750[4] AUD. Drehbeginn war im November 1985 und Nachbearbeitung im Januar 1986.[4]
- 500.000 US-Dollar entsprachen 1971 ungefähr 560.000 AUD und im Jahr 2020, inflationsbereinigt, etwas mehr als 3,15 Mio. US-Dollar.
- Von den erbeuteten 500.000 US-Dollar konnten in einer Wohnung in Annandale (New South Wales) 137.000[5] oder 138.000 unter einem Kamin sichergestellt werden, ungefähr 112.000 wurden ausgegeben und ungefähr 250.000 oder 261.387[5] bleiben verschollen.[3][6]
- Qantas erzielte mit dem Verkauf der Fahrzeuge (zwei Morris Cooper S, ein E-Type Jaguar, ein Ford Falcon 351 GT, ein Chevrolet Camaro und ein Van) 17.500 und der zwei[7] Aktenkoffer, mit denen das Geld übergeben wurden, 40 US-Dollar.[5]
- Poynting wurde zu sieben Jahren Haft, Macari zu den 15 Jahren Haft (maximale Höchststrafe) verurteilt. Nach neun Jahren im Gefängnis wurde Macari in sein Heimatland abgeschoben – mit einem Qantas-Flug.[3] Nach seiner Rückkehr eröffnete er im Süden Englands ein Fish-and-Chips-Bistro.

## Auszeichnungen
- AFI Award 1987: nominiert in der Kategorie „Best Telefeature“